# برنارد گوفیک
برنارد گوفیک (انگلیسی: Bernard Goueffic؛ زادهٔ ۲۹ ژانویهٔ ۱۹۴۷) بازیکن فوتبال اهل فرانسه است.
از باشگاه‌هایی که در آن بازی کرده‌است می‌توان به باشگاه فوتبال رن و باشگاه فوتبال لوریان اشاره کرد.